# Странствия по марке Бранденбург
«Странствия по марке Бранденбург» (нем. Wanderungen durch die Mark Brandenburg) — пятитомные путевые очерки немецкого писателя и поэта Теодора Фонтане, в которых он рассказывает об истории и культуре Бранденбурга. Он описывает дворцы, монастыри, природу, традиции и быт  местных жителей в марке Бранденбург. Это произведение писателя стало в период с 1862 по 1889 год выражением растущего прусского национального самосознания и романтизма. Впечатления, полученные автором во время работы над путевыми очерками, легли в основу его более поздних романов.

## Путешествия по зову души
«Странствия по марке Бранденбург» продолжают вызывать широкий резонанс и в наши дни. Они легли в основу туристических культурных экскурсий в программе Бранденбургских летних концертов, которые ежегодно проходят, начиная с 1990 года. Теодора Фонтане часто цитируют не только современные  проспекты для  туристов и путеводители с описаниями ландшафтов, но и исторические исследования. Очарование его путевых очерков основано на взаимодополнении подробного описания, культурного фона и литературной выразительности рассказчика Фонтане, который считается одним из наиболее заметных представителей реализма в немецкой литературе XIX века.

## Заголовки пяти томов
- 1862: Графство Руппин (следующие прижизненные издания: 1865, 1875, 1883, 1892, 1896)
- 1863: Одерланд (1868, 1880, 1889, 1892)
- 1873: Хафельланд (1880, 1889, 1892)
- 1882: Шпреланд (1886, 1892)
- 1889: Пять дворцов (скорее «Пять поместий», согласно предисловию Фонтане)

## История

### «Брандербургский Вальтер Скотт»
В 1998 году отмечались два юбилея: 200-летие со дня рождения Виллибальда Алексиса, автора многотомных романов, посвящённых истории Пруссии, и 100-летие Теодора Фонтане. Этих писателей сближало многое.  Оба — выходцы из семей гугенотов, оба принадлежали к буржуазно-либеральным слоям общества, оба были театральными критиками в выходившей с начала XVII века газете Vossische Zeitung, оба заняли достойное место в бранденбургско-прусской и берлинской истории.
Виллибальд Алексис высоко ценил книги основоположника исторического романа шотландского писателя Вальтера Скотта, особенно его произведение Айвенго (1819). 
В эссе 1872 года, посвящённом Алексису,  Теодор Фонтане назвал его «брандербургским Вальтером Скоттом» и своим «предшественником». Он вспомнил также, что в детстве однажды видел писателя на приморском курорте острова Узедом.

### Иди и покажи это
По словам Фонтане, идея путевых очерков пришла к нему летом 1858 года во время поездки в Шотландию, когда он литературно перерабатывал свои дневниковые записи. Вид старого замка  Лохливен на острове Лох-Ливен вызвал в его воображении Рейнсбергский дворец и привёл к мысли, что путешествия по бранденбургским городам и весям  могут стать не менее познавательно-увлекательными, чем шотландские.

### Вокруг Потсдама и Берлина
При всём историческом реализме писателя метод его работы включал спонтанность. Фонтане странствовал «предпочтительно без предписанного маршута, вполне по желанию», согласно его собственному признанию. Столичные города Потсдам и Берлин он обходил по дуге, уделяя больше внимания деревням, сёлам, усадьбам, углубляясь в историю монастырей, рыцарей, дворянских семей. Он накопил такое множество интересующих его материалов, что предварительно запланировал собрать их в 20 томов

## Пять томов

### Предпубликации
Между 18 и 23 июля 1859 года сорокалетний Теодор Фонтане совершил своё первое путешествие в Руппинер-Ланд, о котором появилось эссе с фотографиями в сентябре того же года в Шпревальде, а в октябре началась публикация серии путевых заметок в газете Neue Preußische Zeitung. Затем автор собрал очерки в первый том, датируемый 1862 годом.

### Краткое содержание
Описание ландшафтов и поселений Теодор Фонтане дополняет историческими событиями и легендами, посвящает подробные разделы знатным родам и персонам, их семейным историям.

#### Графство Руппин, 1862
Первый том своих путевых очерков Теодор Фонтане начинает с исторических рассказов о районе Восточный Пригниц-Руппин. В городе его детства Нойруппине с 1688 года стоял гарнизон. За 38 лет до Фонтане здесь родился архитектор и художник, лидер «романтического историзма» в немецком зодчестве Карл Шинкель. 
Тропы для путешествий в этих местах ведут к живописным водоёмам — к Руппинер-Зе и к самому глубокому бранденбургскому озеру с чистой прозрачной водой Гросер-Штехлинзе, а также к природному парку Штехлин-Руппинер.

#### Одерланд, 1863
В центре внимания второго тома — моренная возвышенность Барним и Любушская земля, как исторический регион по обеим сторонам реки Одер.  «Жемчужинами бранденбургской Швейцарии» Фонтане называет живописно расположенные в районе Меркиш-Одерланд небольшие городки и коммуны — Букков, Блисдорф, Кюстринер-Форланд; рассказывает о маркграфах, например, об Иоганне Бранденбург-Кюстринском и так далее.

#### Хафельланд, 1873
Третий том начинается с  исторического трактата о вендах и об основании марки Бранденбург в 1157 году Альбрехтом Медведем. Затем следуют  рассказы о цистерцианцах, о монастыре Ленин и Коринском монастыре, о княжеском роде Аскании, к которому принадлежала  Всероссийская императрица Екатерина II, об Ораниенбургском дворце, о больших и малых городах — 
Потсдам, Бранденбург, Парец,  Вуст,  Вердер. В большинстве этих очерков автор на первый план выдвигает описание ландшафта и изображение сцен повседневной жизни.

#### Шпреланд, 1882
В четвёртом томе Фонтане пишет об уникальном для центральной Европы биосферном заповеднике Шпревальд, который писатель называет «Венецией в миниатюре» из-за множества речных каналов. Рассказывает о лужичанах и территории, где они были коренным народом, об особо вкусных шпревальдских огурцах, о местных традициях в районах — Верхний Шпревальд-Лаузиц, Даме-Шпревальд, Тельтов-Флеминг и о входящих в их состав городах и коммунах — Люббенау, Миттенвальде, Людвигсфельде, Треббин и так далее.
Его очерки включают рассказы о реках Даме и Шпрее, об озере Мюггельзе, о дворцах Кёпеник и Кёнигс-Вустерхаузен, о сражении у Гросберена, о представителях дворянского рода Миквиц и других родов.

#### Пять дворцов, 1889
Исторические рассказы этого тома начинаются со смерти в XIV веке императора Священной Римской империи Карла IV , а завершается смертью в XIX веке Карла Прусского и его более известного сына Фридриха Карла Николая Прусского, русского генерал-фельдмаршала, выдающегося военачальника.
Фонтане подробно описывает пять дворянских поместий, определения которых варьировались (дворец, усадьба, шато, охотничий замок). Речь идёт о поместьях — Хоппенраде (нем. Hoppenrade), Либенберг (нем. Liebenberg ), Плауе (нем. Plaue), Квитцёбель (нем. Quitzöbel) и Драйлинден (нем. Dreilinden).

## Критическая оценка

### Историк Фонтане
Сначала учёные-историки не воспринимали путевые очерки Фонтане как имеющие отношение к науке, однако со временем на них стали ссылаться в диссертациях.  
150-летний юбилей писателя торжественно отмечали в декабре 1969 года во дворце Шарлоттенбург представители Союза историков Берлина и Исторического общества Берлина.

### Основы для романов
Многие дорожные впечатления и исторические экскурсы легли в основу крупных произведений Теодора Фонтане, в частности, наиболее известного его романа «Эффи Брист» (1895), экранизированного в 1974 году с Ханной Шигулла в главной роли. 
Генрих Манн в своём эссе «Теодор Фонтане» (1948 года), сравнивая Эффи Брист с образом Эммы Бовари, подчёркивал, что роман по убедительности действительно может стать документом, характеризующим нравы общества определенного времени. 
Томас Манн высоко ценил язык этого произведения, причисляя его к шести лучшим в мировой литературе со времён Иоганна Вольфганга фон Гёте.
Последнюю строчку из «Эффи Брист»: (нем. ...das ist ein zu weites Feld) сознательно выбрал Гюнтер Грасс для названия своего романа «Широкое поле», где он многократно цитирует «Странствия по марке Бранденбург», получившие к этому времени широкое признание. 

## Телефильмы
В 1985/1986 годы по мотивам путевых очерков Теодора Фонтане была снята серия «Странствия по марке Бранденбург» из пяти телефильмов, которые (после премьеры 1 ноября 1986 года) транслировались на разных телевизионных каналах до 1998 года.